# Едуард Нортън
Едуард Харисън Нортън (на английски: Edward Harrison Norton) е американски актьор, режисьор и продуцент, носител на награди „Златен глобус“ и „Сателит“, номиниран е за „Еми“, две награди на БАФТА, две награди „Сатурн“ и три награди „Оскар“. Известни филми с негово участие са „Първичен страх“, „Народът срещу Лари Флинт“, „Американска история Х“, „Боен клуб“, „Небесно царство“, „Илюзионистът“, „Невероятният Хълк“, „Наследството на Борн“ и други.

## Биография
Едуард Нортън е роден на 18 август 1969 г. в Бостън, но израства в град Колумбия, Мериленд. Той е най-голямото от общо три деца. Неговият баща е адвокат по екологично право и бивш федерален прокурор към администрацията на президента Джими Картър. Майка му работи като учителка. През 1997 г. тя умира от тумор в мозъка.
Още по време на следването си по история в Йейлския университет той посещава много театрални курсове. След дипломирането си Нортън се премества в Осака, където работи за компанията „Enterprise Community Partners“. След няколко години се завръща в САЩ и започва актьорската си кариера в няколко театрални постановки в град Ню Йорк.
През 2012 г. сключва брак с канадската продуцентка Шона Робъртсън. Двамата имат един син, роден през месец март 2013 г. Освен английски актьорът говори и японски език.

### Кариера
Кариерата на Едуард Нортън започва с роли в различни театрални постановки в Ню Йорк. Пробивът му във филмовата индустрия е през 1996 г. във филма „Първичен страх“. За своята първа роля получава многобройни номинации и печели награда „Златен глобус“ в категория „най-добра поддържаща мъжка роля“. За главната си роля на неонацист в „Американска история Х“ през 1998 г. получава номинация за „Оскар“ в категория „най-добра мъжка роля“. През 2000 г. режисира филма „Изкушението“.

## Филмография
| година | филм                                              | оригинално заглавие        | роля                         | бележки |
| ------ | ------------------------------------------------- | -------------------------- | ---------------------------- | --- |
| 1994   |                                                   | Only in America            |                              | курс по английски език |
| 1996   | „Първичен страх“                                  | Primal Fear                | Арън                         | Златен глобус за най-добър поддържащ актьор. номинация – Оскар за най-добра поддържаща мъжка роля. номинация – Награда на БАФТА за най-добър актьор в поддържаща роля. номинация – Сатурн за най-добър актьор в поддържаща роля.              |
| 1996   | „Всеки казва обичам те“                           | Everyone Says I Love You   | Холдън                       | |
| 1996   | „Народът срещу Лари Флинт“                        | The People vs. Larry Flynt | Алан Айзъкман                | |
| 1998   | „Комарджии“                                       | Rounders                   | Лестър Мърфи                 | |
| 1998   | „Американска история Х“                           | American History X         | Дерек Винярд                 | Сателит за най-добър актьор в драматичен филм. номинация – Оскар за най-добра мъжка роля. номинация – Сатурн за най-добър актьор. |
| 1999   | „Боен клуб“                                       | Fight Club                 | разказвач                    | |
| 2000   | „Изкушението“                                     | Keeping the Fait           | отец Брайън Фин              | също режисьор номинация – Сателит за най-добър актьор в мюзикъл или комедия. |
| 2001   | „Прецакването“                                    | The Score                  | Джак Телър                   | |
| 2002   | „Смърт на Смучи“                                  | Death to Smoochy           | Шелдън Мопс / Смучи          | |
| 2002   | „Фрида“                                           | Frida                      | Нелсън Рокфелер              | |
| 2002   | „Червеният дракон“                                | Red Dragon                 | Уил Греъм                    | |
| 2002   | „25-ият час“                                      | 25th Hour                  | Монти Броган                 | номинация – Сателит за най-добър актьор в драматичен филм. |
| 2003   | „Италианска афера“                                | The Italian Job            | Стив                         | |
| 2005   | „Небесно царство“                                 | Kingdom of Heaven          | крал Балдуин                 | номинация – Сателит за най-добър актьор в поддържаща роля. |
| 2005   | „В долината“                                      | Down in the Valley         | Харлан                       | |
| 2006   | „Илюзионистът“                                    | The Illusionist            | Айзенхайм                    | |
| 2006   | „Цветният воал“                                   | The Painted Veil           | Уолтър Фейн                  | |
| 2008   | „Невероятният Хълк“                               | The Incredible Hulk        | Брус Банър / Хълк            | |
| 2008   | „Гордост и слава“                                 | Pride and Glory            | Рей Терни                    | |
| 2009   | „Раждането на лъжата“                             | The Invention of Lying     |                              | |
| 2009   | „Марихуана“                                       | Leaves of Grass            | Бил Кинкейд / Брейди Кинкейд | |
| 2010   | „Стоун“                                           | Stone                      | Стоун                        | |
| 2012   | „В царството на пълнолунието“                     | Moonrise Kingdom           | Скот Мастър Уорд             | |
| 2012   | „Наследството на Борн“                            | The Bourne Legacy          | Ерик Байър                   | |
| 2012   | „Диктаторът“                                      | The Dictator               | себе си                      | |
| 2014   | „Гранд Хотел Будапеща“                            | The Grand Budapest Hotel   | Хенкелс                      | |
| 2014   | „Бърдмен“                                         | Birdman                    | Майк                         | номинация – Оскар за най-добра поддържаща мъжка роля. номинация – Награда на БАФТА за най-добър актьор в поддържаща роля. номинация – Златен глобус за най-добър поддържащ актьор. номинация – Сателит за най-добър актьор в поддържаща роля. |
| 2016   | „Саламена фиеста“                                 | Sausage Party              | Сами (глас)                  | анимационен филм |
| 2021   | „Френският бюлетин на Либърти, Канзас Ивнинг Сън“ | The French Dispatch        | шофьор                       | |
| 2024   | „Напълно непознат“                                | A Complete Unknown         | Пит Сийгър                   | |